# Elesvita
Elesvita (falecida em 5 de dezembro de 902) era a esposa do Rei Alfredo, o Grande. Seu pai era um nobre mércio, Etelredo Mucel, duque de Gaini, que se pensa ser um velho grupo tribal mércio. Sua mãe era Edebura, um membro da família real mércia, e de acordo com o historiador Cyril Hart ela era descendente do Rei Coenvulfo de Mércia. Ela é comemorada como santa no Oriente e Ocidente Cristão, a 20 de julho.

## Vida
Ela casou com Alfredo em 868 em Gainsborough, Lincolnshire. Seu irmão mais velho Etelredo era o rei, e Alfredo foi considerado como o herdeiro aparente. Os Dinamarqueses ocuparam a cidade mércia de Nottingham, nesse ano, e o casamento foi provavelmente relacionado com uma aliança entre Wessex e Mércia. Alfredo tornou-se rei com a morte de seu irmão em 871.
Elesvita está muito obscura em fontes contemporâneas. Ela não testemunhou nenhumas cartas conhecidas, e Asser nem sequer menciona o nome dela em sua Vida de Rei Alfredo. Em conformidade com os costumes do nono século Saxão Ocidental, a ela não foi dado o título de rainha. De acordo com o rei Alfredo, isso foi por causa da infame conduta de uma ex-rainha de Wessex chamada Edebura, que tinha acidentalmente envenenado seu marido.
Alfredo deixou a sua esposa três importante propriedades simbólicas por sua vontade, Edington em Wiltshire, o local de uma importante vitória sobre os Vikings, Lambourn em Berkshire, que ficava perto do outro, e Wantage, seu local de nascimento. Estes faziam todos parte de sua bookland, e eles ficaram em posse real após a sua morte.
É, provável, que depois da morte de Alfredo em 899 que Elesvita tenha fundado o convento de Abadia de santa Maria, Winchester, conhecido como o Nunnaminster. Ela faleceu a 5 de dezembro de 902, e foi enterrada na nova abadia Beneditina de seu filho Eduardo, o New Minster, Winchester. Ela é comemorada em dois recentes manuscritos do século X como "a verdadeira e querida senhora dos ingleses".

## Filhos
Alfredo e Elesvita tiveram cinco filhos que sobreviveram até a idade adulta.
- Etelfleda (m. 918), Senhora dos Mércios, casada com  Etelredo, Senhor dos Mércios
- Eduardo, o Velho (m. 924), Rei dos Anglo-Saxões
- Etelgifu, feita abadessa de sua fundação, em Shaftesbury por seu pai
- Elfrida, Condessa de Flandres (m. 929), casada com Balduíno II, Conde de Flandres
- Etelverdo (m. c.920)

## Na cultura popular
Ela é interpretada pela atriz inglesa Eliza Butterworth na série de televisão The Last Kingdom.